# Telmatobius gigas
Telmatobius gigas és una espècie de granota que viu a Bolívia.
Està amenaçada d'extinció per la pèrdua del seu hàbitat natural.